# 日本商工会議所
日本商工会議所（にほんしょうこうかいぎしょ、略称：日商、英: The Japan Chamber of Commerce and Industry, JCCI）は、 東京都千代田区丸の内に本部を置く、日本各地の商工会議所を会員として組織される団体。
日本経済団体連合会、経済同友会と並ぶ「経済三団体」の一つである。

## 組織概要

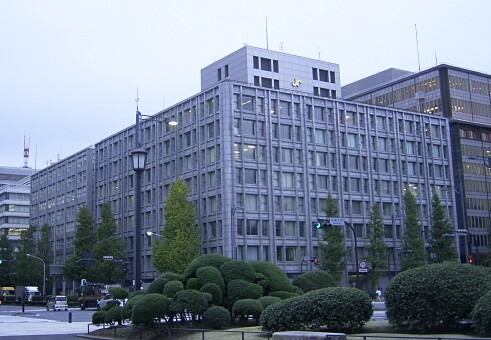
かつて日本商工会議所が入居していた東京商工会議所ビル（現存せず）

商工業の振興に寄与するため商工会議所間の意見の総合調整や国内外の経済団体との提携を図る機関である。中小企業など約125万社が参加する。
「経済三団体」の中で最も歴史が古く、唯一商工会議所法という単独の法的根拠に基づく。

### 代表者
商工会議所の代表者は会頭と呼ばれ、慣例として東京商工会議所の会頭が日商会頭を兼務する。歴代の日商会頭については下記を参照。会頭の他、副会頭11人（副会頭に準ずる者6人を含む）が会員の商工会議所会頭から選任される。

### 沿革
- 1878年3月12日、渋沢栄一らが東京商法会議所を設立。
- 1881年、全国に34の商法会議所が組織される。
- 1890年9月12日、山縣有朋内閣が設置した商業会議所条例に基づき、法人格を持つ商業会議所に改組。[4]
- 1892年9月25日、全国に15ヶ所あった商業会議所の連合体として「商業会議所連合会」が結成される。
- 1901年、桂太郎内閣が、商業会議所条例の後継の商業会議所法を帝国議会に提出し成立。商業会議所連合会の設置規定が置かれた。[5]
- 1922年6月、商業会議所連合会の常設の機構・事務局が置かれた。
- 1927年4月、若槻禮次郎内閣が、商業会議所法の後継として商工会議所法を帝国議会に提出し成立。[6]
- 1928年4月10日、商工会議所法の施行に伴い、「日本商工会議所」として成立。
- 1943年3月12日、商工経済会法が制定。同法の6月1日に施行されたことにより解散。
- 1950年、商工会議所法（昭和25年5月31日法律第215号）に伴い再設立。
- 1950年、国際商事紛争の解決に資するための機関として、国際商事仲裁委員会を日本商工会議所内に設置。
- 1952年、商工会議所法（昭和28年8月1日法律第143号）（現行法）制定。
- 1953年、国際商事仲裁委員会が社団法人国際商事仲裁協会（現.一般社団法人日本商事仲裁協会）として独立。
- 1954年、商工会議所法第３章の「日本商工会議所」に基づき特別認可法人となる。
- 2002年4月1日、前年の「特殊法人等整理合理化計画」に関連して特別民間法人とされる。ただし法改正はされていない。
- 2022年9月16日、創立100周年記念式典を挙行。

### 人事一覧
2022年11月17日現在
| 役職           | 氏名       | 所属   | 出身母体                             |
| -------------- | ---------- | ------ | ------------------------------------ |
| 会頭           | 小林健     | 東京   | 三菱商事相談役                       |
| 副会頭         | 鳥井信吾   | 大阪   | サントリーホールディングス副会長     |
| 副会頭         | 嶋尾正     | 名古屋 | 大同特殊鋼会長                       |
| 副会頭         | 上野孝     | 横浜   | 上野トランステック会長               |
| 副会頭         | 塚本能交   | 京都   | ワコールホールディングス会長         |
| 副会頭         | 川崎博也   | 神戸   | 神戸製鋼所特任顧問                   |
| 副会頭         | 福田勝之   | 新潟   | 福田組会長                           |
| 副会頭         | 岩田圭剛   | 札幌   | 岩田地崎建設社長                     |
| 副会頭         | 泉雅文     | 高松   | 四国旅客鉄道相談役                   |
| 副会頭         | 池田晃治   | 広島   | ひろぎんホールディングス会長         |
| 副会頭         | 谷川浩道   | 福岡   | 西日本シティ銀行会長                 |
| 副会頭         | 藤崎三郎助 | 仙台   | 藤崎会長兼社長                       |
| 専務理事       | 石田徹     |        | 元資源エネルギー庁長官（経済産業省） |
| 常務理事       | 久貝卓     |        | 元内閣府大臣官房審議官（経済産業省） |
| 理事・事務局長 | 荒井恒一   |        | （日商）                             |

### 歴代会頭
| 代 | 会頭              | 在任                    | 出身母体                            |
| -- | ----------------- | ----------------------- | ----------------------------------- |
| 初 | 藤山雷太          | 1922年6月 – 1925年3月   | 大日本製糖（藤山コンツェルン）      |
| 02 | 指田義雄          | 1925年4月 – 1926年6月   | 東京米穀取引所                      |
| 03 | 藤田謙一          | 1926年7月 – 1930年3月   | 日本活動写真・東京毛織              |
| 04 | 郷誠之助          | 1930年5月 – 1936年12月  | 東京株式取引所 → 東京電燈           |
| 05 | 結城豊太郎        | 1937年1月 – 2月         | 安田銀行（安田財閥） → 日本興業銀行 |
| 06 | 門野重九郎        | 1937年4月 – 1938年9月   | 大倉土木（大倉財閥）                |
| 07 | 伍堂卓雄          | 1938年10月 – 1939年8月  | 海軍工廠 → 南満州鉄道               |
| 08 | 八田嘉明          | 1939年10月 – 1941年2月  | 鉄道省 → 南満州鉄道                 |
| 09 | 藤山愛一郎        | 1941年4月 – 1946年1月   | 大日本製糖（藤山コンツェルン）      |
| –  | 関桂三 (代理)     | 1946年2月 – 9月         | 東洋紡                              |
| 10 | 高橋龍太郎        | 1947年2月 – 1951年8月   | 大日本麦酒                          |
| 11 | 藤山愛一郎 (再任) | 1951年9月 – 1957年7月   | 大日本製糖（藤山コンツェルン）      |
| 12 | 足立正            | 1957年7月 – 1969年9月   | 王子製紙（三井財閥）→ ラジオ東京    |
| 13 | 永野重雄          | 1969年9月 – 1984年5月   | 富士製鐵 → 新日本製鐵               |
| 14 | 五島昇            | 1984年5月 – 1987年12月  | 東京急行電鉄                        |
| 15 | 石川六郎          | 1987年12月 – 1993年7月  | 鹿島建設                            |
| 16 | 稲葉興作          | 1993年8月 – 2001年7月   | 石川島播磨重工業                    |
| 17 | 山口信夫          | 2001年7月 – 2007年11月  | 旭化成                              |
| 18 | 岡村正            | 2007年11月 – 2013年11月 | 東芝                                |
| 19 | 三村明夫          | 2013年11月 – 2022年11月 | 新日鐵住金                          |
| 20 | 小林健            | 2022年11月 -            | 三菱商事                            |

## 検定事業

### 日商検定
日本商工会議所・各地商工会議所主催
- 簿記検定
- 販売士検定
- 日商PC検定試験
- 日商プログラミング検定
- 日商ビジネス英語検定
- DCプランナー（企業年金総合プランナー）認定試験
- キータッチ2000テスト
- ビジネスキーボード認定試験
- 電子会計実務検定
- 日商マスター
- 珠算能力検定
- 計算力・思考力検定
- EC実践能力検定（2017年3月廃止）[8]
- 電子メール活用能力検定（2017年3月廃止）[8]

### 東商検定
東京商工会議所・各地商工会議所主催
- カラーコーディネーター検定試験
- ビジネス実務法務検定試験
- 福祉住環境コーディネーター
- 国際会計検定（BATIC）
- 環境社会検定（eco検定）
- ビジネスマネジャー検定試験

### 大商検定
大阪商工会議所・各地商工会議所主催
- 段取り力検定（PWA検定）
- メンタルヘルス・マネジメント検定試験
- ビジネス会計検定試験

## 日商簿記甲子園
- 2024年度、第1回全国高等学校日商簿記選手権大会（日商簿記甲子園）開催（日商簿記検定施行70周年記念事業）

制度趣旨：日本商工会議所では、簿記の学びにより企業経営を会計面から理解し、企業の発展ひいては地域経済、日本経済の発展に貢献する産業人材の育成を図るとともに、簿記を学ぶ者同士の交流・友情を育んでいただくこと

## カリアック（商工会議所福利研修センター）
カリアック（商工会議所福利研修センター）は、日本商工会議所と全国の商工会議所が共同で1993年に運営を開始した研修・福利厚生のための宿泊施設であった。浜名湖畔にあり、商工会議所の会員以外でも利用できたが、経営不振と建物の賃貸借契約の終了により、2013年9月末に閉館した。なお、運営会社だった株式会社カリアックは、簿記検定や販売士検定のテキストを出版する企業として存続している。